# Gyáni Gábor
Gyáni Gábor (Hódmezővásárhely, 1950. július 14. –) magyar történész, egyetemi tanár, a Magyar Tudományos Akadémia rendes tagja, a társadalomtörténet és mentalitástörténet magyarországi meghonosításának úttörője.

## Életpályája
Debrecenből indult, a Kossuth Lajos Tudományegyetem bölcsészkarán 1974-ben szerzett történelem szakos tanári diplomát. Ezt követően Budapest Főváros Levéltára tudományos munkatársa volt (1974-1982). 1982-től a Magyar Tudományos Akadémia Történettudományi Intézetében dolgozik. Közben több ízben a Debreceni Egyetem és az ELTE Szociológiai Intézetének professzora. 2010-ben a Magyar Tudományos Akadémia levelező, 2016-ban pedig rendes tagjává választották.
Tudományos hírnevet és szélesebb olvasótábort a Család, háztartás és a városi cselédség c. könyvével szerzett magának (1983), majd egymás után jelentek meg társadalomtörténeti, várostörténeti, mentalitástörténeti kötetei, amelyek új tudományágak új hangját képviselték a rendszerváltozás előtti történetírás világában. Az utóbbi években a történetfilozófia is látókörébe került, s a történelmi megismerés esetlegességéről megfogalmazott megfontolásaival számos vitát váltott ki és vált ki ma is.

## Művei
- Család, háztartás és a városi cselédség; Magvető, Bp., 1983 (Gyorsuló idő)
- Women as domestic servants. The case of Budapest, 1890-1940; angolra ford. Vitányi András; Institute on East Central Europe Columbia University, New York, 1989 (Studies in Hungarian social history)
- Bérkaszárnya és nyomortelep. A budapesti munkáslakás múltja; Magvető, Bp., 1992 (Mikrotörténelem)
- A szociálpolitika múltja Magyarországon; História–MTA Történettudományi Intézete, Bp., 1994 (História könyvtár. Előadások a történettudomány műhelyeiből)
- Hétköznapi Budapest. Nagyvárosi élet a századfordulón; Városháza, Bp., 1995 (A város arcai)
- Az utca és a szalon. A társadalmi térhasználat Budapesten. 1870-1940; Új Mandátum, Bp., 1998 (Nagyítás)
- Gyáni Gábor–Kövér György: Magyarország társadalomtörténete a reformkortól a második világháborúig; 2. jav. kiad.; Osiris, Bp., 1998 (Osiris tankönyvek)
- Bácskai Vera–Gyáni Gábor–Kubinyi András: Budapest története a kezdetektől 1945-ig; BFL, Bp., 2000 (Várostörténeti tanulmányok)
- Emlékezés, emlékezet és a történelem elbeszélése; Napvilág, Bp., 2000
- Gyáni Gábor–Kövér György: Magyarország társadalomtörténete a reformkortól a második világháborúig; 2. jav. kiad.; Osiris, Bp., 2001 (Osiris tankönyvek)
- Parlor and kitchen. Housing and domestic culture in Budapest, 1870-1940 (Az utca és a szalon); angolra ford. Bodóczky Miklós; CEU Press, Bp., 2002
- Történészdiszkurzusok; L'Harmattan, Bp., 2002 (A múlt ösvényén)
- Posztmodern kánon; Nemzeti Tankönyvkiadó, Bp., 2003 (Európai iskola)
- Identity and the urban experience. Fin-de-siècle Budapest; angolra ford. Thomas J. DeKornfeld; Social Science Monographs–Center for Hungarian Studies and Publications–Columbia University Press, Boulder–Wayne–New York, 2004 (CHSP Hungarian studies series, 5; East European monographs, 672.)
- Hétköznapi élet Horthy Miklós korában; Corvina, Bp., 2006 (Mindennapi történelem)
- Relatív történelem; Typotex, Bp., 2007. ISBN 9789639664395 (Historia mundi)
- Budapest – túl jón és rosszon. A nagyvárosi múlt mint tapasztalat; Napvilág, Bp., 2008
- Az elveszíthető múlt. A tapasztalat mint emlékezet és történelem; Nyitott Könyvműhely, Bp., 2010
- Magánélet Horthy Miklós korában; Corvina, Bp., 2011 (Mindennapi történelem)
- Az urbanizáció társadalomtörténete; Korunk–Komp-Press, Kolozsvár, 2012
- Nép, nemzet, zsidó; Kalligram, Pozsony, 2013
- A történelem mint emlék(mű), Pesti Kalligram, Budapest, 2016. ISBN 9786155603457
- Nemzeti vagy transznacionális történelem, Pesti Kalligram, Budapest, 2018. ISBN 9789634680499
- Cultural nationalism in a Finnish-Hungarian historical context; szerk. Gyáni Gábor, Anssi Halmesvirta; MTA BTK Történettudományi Intézet, Bp., 2018 (Magyar történelmi emlékek. Értekezések)
- A történeti tudás; Osiris, Bp., 2020 (Osiris társadalomtudományi könyvtár)
- A nő élete – történelmi perspektívában; BTK TTI, Bp., 2020 (Magyar történelmi emlékek. Értekezések)
- Révai Gábor: Változó múltjaink. Beszélgetések Gyáni Gáborral és Ungváry Krisztiánnal; magánkiadás, Bp., 2020